# Kurt Asle Arvesen
Kurt Asle Arvesen (* 9. Februar 1975 in Molde) ist ein ehemaliger norwegischer Radrennfahrer, zweifacher Olympionike (2000, 2004), späterer Radsporttrainer und Sportlicher Leiter.

## Werdegang
Kurt Asle Arvesen gewann bei den Straßenweltmeisterschaften 1997 den Titel im Straßenrennen der U23 und erhielt 1999 seinen ersten regulären Vertrag bei einem internationalen Radsportteam, dem Team Asics-CGA. In Norwegen war er Mitglied in den Vereinen Molde OI und Sandness SK.
Zu den größten Erfolgen seiner Karriere im Elitebereich gehörte der Sieg bei der 11. Etappe der Tour de France 2008, bei dem er sich im Sprint einer Gruppe von drei Fahren, die zu einer ursprünglich 13-köpfigen Ausreißergruppe gehörten, durchsetzen konnte und zwei Etappensiege beim Giro d’Italia 2003 und 2007. Außerdem gewann er die Gesamtwertung der Dänemark-Rundfahrt 2002 und das Eintagesrennen E3 Harelbeke 2008, beides seinerzeit Rennen der hors categorie.
2006 belegte er beim französischen Herbstklassiker Paris–Tours den zweiten Platz. Arversen wurde mehrfach norwegischer Landesmeister, darunter fünf Mal im Straßenrennen der Elite. Er vertrat sein Land bei den Olympischen Spielen 2000 und 2004, wobei er 2004 Neunter im olympischen Straßenrennen  wurde.
Den Kongepokal (Königspokal), der für die beste sportliche Leistung bei norwegischen Meisterschaften vergeben wird, erhielt er 1997.
Ende der Saison 2011 beendete Arvesen seine Karriere als Berufsradfahrer und wurde Trainer bei seiner letzten Mannschaft als Aktiver, dem UCI ProTeam Sky ProCycling. Im Jahr 2017 wurde er Sportlicher Leiter des Uno-X Norwegian Development Teams.

## Erfolge
1997
- Norwegischer Meister – Straßenrennen, Kriterium, Mannschaftszeitfahren
- Weltmeister – Straßenrennen (U23)

1998
- Norwegischer Meister – Straßenrennen, Mannschaftszeitfahren
- eine Etappe Giro Ciclistico d’Italia

2001
- eine Etappe Herald Sun Tour
- Norwegischer Meister – Einzelzeitfahren

2002
- Schynberg-Rundfahrt
- eine Etappe Dänemark-Rundfahrt
- Gesamtwertung Schweden-Rundfahrt
- Norwegischer Meister – Straßenrennen

2003
- eine Etappe Giro d’Italia

2004
- Grand Prix Aarhus
- Gesamtwertung Dänemark-Rundfahrt

2006
- Gesamtwertung Ster Elektrotoer
- Norwegischer Meister – Einzelzeitfahren
- Mannschaftszeitfahren Vuelta a España

2007
- Grand Prix Herning
- eine Etappe Giro d’Italia
- Norwegischer Meister – Teamzeitfahren
- Gesamtwertung und eine Etappe Dänemark-Rundfahrt

2008
- E3-Preis Flandern
- Norwegischer Meister – Straßenrennen
- eine Etappe Tour de France
- Mannschaftszeitfahren Polen-Rundfahrt

2009
- Norwegischer Meister – Straßenrennen

2010
- Mannschaftszeitfahren Tour of Qatar

## Grand Tours-Platzierungen
| Grand Tour            | 1999 | 2000 | 2001 | 2002 | 2003 | 2004 | 2005 | 2006 | 2007 | 2008 | 2009 | 2010 | 2011 |
| --------------------- | ---- | ---- | ---- | ---- | ---- | ---- | ---- | ---- | ---- | ---- | ---- | ---- | ---- |
| Giro d’ItaliaGiro     | –    | –    | –    | –    | DNF  | –    | –    | –    | 62   | –    | –    | –    | –    |
| Tour de FranceTour    | –    | –    | –    | –    | –    | 123  | 89   | –    | 67   | 56   | DNF  | –    | –    |
| Vuelta a EspañaVuelta | DNF  | –    | –    | –    | –    | –    | –    | 46   | –    | –    | 108  | –    | –    |